# Sicamugil cascasia
Sicamugil cascasia е вид лъчеперка от семейство Mugilidae. Видът не е застрашен от изчезване.

## Разпространение
Разпространен е в Бангладеш, Индия (Асам, Западна Бенгалия, Трипура и Утаракханд) и Пакистан.

## Описание
На дължина достигат до 10 cm.